# Свищёв, Дмитрий Александрович
Дми́трий Алекса́ндрович Свищёв (род. 22 мая 1969, Москва) — российский политический и государственный деятель. Председатель комитета Государственной Думы по физической культуре и спорту с 12 октября 2021 по 23 июля 2024 года. Член фракции Либерально-демократическая партия России. Президент Федерации кёрлинга России (2010 — н. в.).
Из-за поддержки вторжения России на Украину находится под международными санкциями Евросоюза, США, Великобритании и ряда других стран.

## Биография
Родился 22 мая 1969 года. Окончил Финансовую академию при Правительстве РФ по специальности «Финансы и кредит». Занимал должность первого вице-президента Федерации горнолыжного спорта и сноуборда России. Мастер спорта по горным лыжам.
С 2010 года является президентом Федерации кёрлинга России. За время его руководства федерацией сборные команды России по кёрлингу поднялись на ведущие строчки мировых рейтингов, при этом россиянки с 2014 года каждый год поднимаются на пьедестал Чемпионата мира и трижды завоевали титул чемпионок Европы. В Москве и Сочи под контролем федерации были построены специализированные площадки для кёрлинга, в том числе олимпийский объект — Кёрлинговый центр «Ледяной куб», была открыта бесплатная детская школа кёрлинга. Инициировал и организовал Всероссийскую любительскую лигу по кёрлингу.
Депутат Государственной Думы, состоит во фракции ЛДПР. С 2011 года — первый заместитель председателя комитета по физической культуре, спорту и делам молодёжи, а затем председатель комитета до сентября 2016 года.
22 июля 2024 года в Государственную думу внесли проект об освобождении Свищёва с поста председателя Комитета палаты по физической культуре и спорту. 23 июля Госдума приняла постановление об освобождении.
Из-за поддержки российской агрессии и нарушения территориальной целостности Украины во время российско-украинской войны находится под персональными международными санкциями всех стран Европейского союза, Великобритании, Соединённых Штатов Америки, Канады, Швейцарии, Австралии, Японии, Украины, Новой Зеландии.

## Собственность
Имеет ряд объектов недвижимости: земельный участок, 3900 м².; жилой дом, 29.3 м².; квартиру 120.2 м². На жену записано три земельных участка 3570 м², 3680 м², 3900 м², жилой дом, 29.3 м² и пять квартир: 71.7 м², 120.2 м², 71.7 м², 71.7 м², 71.7 м². На детей записано три квартиры 120.2 м² каждая.

## Семья
Женат, имеет четырёх сыновей.

## Награды
- Значок «Отличник физической культуры и спорта» (15 января 2025)[9]
- Орден Дружбы.
- Медаль «В память 30-летия Игр XX Олимпиады 1980 года в г. Москве» — за значительный вклад в развитие спорта и международного спортивного сотрудничества, пропаганду здорового образа жизни.
- Почётная грамота правительства Российской Федерации (23 марта 2010 года) — за большой вклад в развитие физической культуры и спорта[10]